# Volkswirtschaftliche Kennzahl
Volkswirtschaftliche Kennzahlen sind Kennzahlen, die volkswirtschaftliche Makrodaten und Größen miteinander in Beziehung setzen und zur Beurteilung der gesamtwirtschaftlichen Lage dienen. Pendant sind betriebswirtschaftliche Kennzahlen auf der Mikroebene.

## Allgemeines
Wie jede Kennzahl allgemein, so sollen auch speziell volkswirtschaftliche Kennzahlen eine reproduzierbare Größe, einen sich wiederholenden Zustand oder Vorgang messen, der von volkswirtschaftlicher Bedeutung ist. Kennzahlen beziehen sich auf quantitativ messbare, wichtige ökonomische Tatbestände, die mit Hilfe der Kennzahlen erläutert, veranschaulicht und in konzentrierter Form wiedergegeben werden. Sie verdichten das in einer Volkswirtschaft anfallende Datenmaterial und dienen bei der Problemerkennung, Ermittlung von Stärken und Schwachstellen, Informationsgewinnung, zur Kontrolle (Soll-Ist-Vergleich), zur Dokumentation und/oder zur Koordination wichtiger Sachverhalte und Zusammenhänge. Im Gegensatz zu betriebswirtschaftlichen Kennzahlen weisen volkswirtschaftliche Kennzahlen einen höheren Aggregationsgrad auf, der beispielsweise nicht bloß ein einzelnes Unternehmen betrachtet, sondern die Unternehmensdaten aller Unternehmen als „Unternehmenssektor“ zusammenfasst.
In der Wirtschaft mit ihren komplexen Sachverhalten benötigen die Wirtschaftssubjekte Messgrößen, mit deren Hilfe sich fokussiert Unternehmen, Medien, Experten, Finanzanalysten und Laien ein Urteil über konjunkturelle Entwicklungen machen können. Auch die Zentralbanken, Regierungen und Wirtschaftsverbände nutzen diese volkswirtschaftlichen Kennzahlen, die vom Statistischen Bundesamt oder Wirtschaftsforschungsinstituten errechnet werden. Volkswirtschaftliche Kennzahlen verschaffen dem Interessenten einen schnellen Überblick über die Wirtschaftsentwicklung. Sie werden in regelmäßigen Abständen erhoben und von den Massenmedien veröffentlicht (wie insbesondere die Inflationsrate oder Arbeitslosenquote), so dass sie nicht nur von Experten, sondern auch von Laien wahrgenommen werden. Durch den Vergleich mit den vorangegangenen Monaten oder früheren Jahren lassen sich Entwicklungen verfolgen oder Trends aufzeigen. Der Erfolg oder Misserfolg der Wirtschaftspolitik wird anhand der Eckdaten über die Gesamtwirtschaft beurteilt. 

## Geschichte
Als erstem gelang im Jahre 1881 dem französischen Statistiker Alfred de Foville die Veranschaulichung des Zusammenhangs von mehreren volkswirtschaftlichen Kennzahlen. Der italienische Statistiker Rodolfo Benini stellte ab 1881 insgesamt 51 volkswirtschaftliche Indikatoren zusammen, 1882 gelang dem Österreicher Richard Sorer die Bildung von 39 Indikatoren. Der erste allgemein bekannte Konjunkturindikator war das Harvard-Barometer aus dem Jahre 1919, das turnusmäßig in der eigens hierfür geschaffenen Fachzeitschrift Review of Economic Statistics veröffentlicht wurde. Es gelang ihm jedoch nicht, die Weltwirtschaftskrise von 1929 vorherzusagen, denn es zeigte noch bis September 1929 einen Aufschwung an, obwohl ab Juni 1929 die realwirtschaftliche industrielle Entwicklung in den USA rückläufig war.
Das Statistische Bundesamt hat seit 1950 das Ziel, ein statistisches Gesamtbild der Wirtschaftsstruktur und des Wirtschaftsablaufs zu zeichnen. Als wichtigste Aufgabe wurde es angesehen, die Grunddaten für die kurz- und langfristige Wirtschaftsbeobachtung zu liefern, denn alle für die laufende Wirtschaftsbeobachtung anfallenden Kennzahlen dienen der Konjunkturbeschreibung. Seit August 1972 veröffentlicht das Statistische Bundesamt „Indikatoren zur Wirtschaftsentwicklung - Zeitreihen mit Saisonbereinigung“. Die Bundesbank hat bis 1987 die Zentralbankgeldmenge, seitdem die Geldmenge in ihrer Abgrenzung M3 herangezogen. Die Europäische Zentralbank verfolgt seit 1994 mit ihrer „zwei-Säulen-Strategie“ einerseits realwirtschaftliche Indikatoren (z. B. Produktionspotenzial, Lohnentwicklung) und andererseits in der monetären Analyse längerfristige monetäre Indikatoren (z. B. die weit gefasste Geldmenge M3).

## Aufgaben
Kennzahlen haben die Aufgabe, aus der Flut der volkswirtschaftlichen Daten die wesentlichen herauszufiltern. Entscheidungsträger benötigen für zieloptimale Entscheidungen ein Instrumentarium, das ihnen übersichtlich und in konzentrierter Form entscheidungsrelevante Informationen über die wichtigsten ökonomischen Sachverhalte liefert. Volkswirtschaftliche Kennzahlen müssen deshalb mehrere Aufgaben gleichzeitig erfüllen, um für Entscheidungen brauchbar zu sein:
- Repräsentativität: Die Kennzahl muss in einem Staat einen bestimmten, typischen ökonomischen Teilaspekt wiedergeben und damit die Aussage über eine Grundgesamtheit zulassen;
- Aussagekraft: Die Kennzahl muss eine volkswirtschaftlich sinnvolle Aussage über Tatbestände und Vorgänge enthalten;
- Zielorientierung: Die Kennzahl muss einem konkreten Entscheidungsziel dienen können;
- Wirtschaftlichkeit: Kennzahlen müssen wirtschaftlich und deshalb ohne besonderen Aufwand ermittelbar sein;
- Reversibilität: Kennzahlen müssen reversibel sein, also auch umgekehrte Verhältnisse wiedergeben können;
- Zweckneigung: Kennzahlen müssen zur Lösung einer gestellten Aufgabe geeignet sein.

Die Kennzahlen dienen dem Vergleich im Zeitablauf innerhalb eines Staates oder dem zwischenstaatlichen Vergleich.

## Arten
Je nach der Anzahl der Rechenoperationen unterscheidet man aus methodisch-statistischer Sicht grob zwischen absoluten und relativen Kennzahlen:
- Absolute Kennzahlen werden unabhängig von anderen Zahlengrößen dargestellt. Sie bestehen aus den Unterarten[6]
  - Einzelzahlen wie beispielsweise Einwohnerzahl oder Anzahl der Erwerbspersonen,
  - Summen (Auftragseingänge, Bruttoinlandsprodukt, Geldmenge, Finanzvermögen, Arbeitsvolumen),
  - Differenzen (Volkseinkommen, Nettonationaleinkommen, Außenbeitrag) und
  - Mittelwerte: Durchschnittszahlen wie die alternative Berechnung des Offenheitsgrads oder die Kapitalstruktur in einer Branche.
- Relative Kennzahlen (Verhältniskennzahlen) setzen absolute Zahlen miteinander in Beziehung[7] und werden eingeteilt in
  - Gliederungszahlen (dimensionslose Kennzahlen): stellen eine Teilmenge mit einer artgleichen Gesamtmenge in Beziehung und vergleichen zwei gleichartige, aber ungleichrangige Größen.[8] Weil sie im Verhältnis der Unterordnung stehen, haben sie keine Maßeinheit; sie werden allenfalls in Prozent ausgedrückt. Da im Zähler und Nenner Werte desselben Merkmals stehen, sind sie dimensionslos. Hierzu zählen insbesondere Erwerbsquote, Arbeitslosenquote, Sozialleistungsquote, Lohnquote, Sparquote, Konsumquote, Investitionsquote oder Inflationsrate.
  - Beziehungszahlen (dimensionsbehaftete Kennzahlen) setzen zwei artverschiedene Mengen, die zueinander in einem sachlichen Zusammenhang stehen, in Beziehung und vergleichen zwei ungleichartige, aber gleichrangige Größen. Im Zähler und Nenner stehen Werte unterschiedlicher Merkmale, so dass sie dimensionsbehaftet sind. Sie haben stets eine Maßeinheit. Zu den Beziehungszahlen zählen Arbeitsproduktivität, Bodenproduktivität, Auslastungsgrad, Außenhandelsquote, Exportquote, Importquote, Kapitalproduktivität, Staatsschuldenquote, Pro-Kopf-Einkommen, Pro-Kopf-Verbrauch oder Totale Faktorproduktivität.
  - Indexzahlen sind zwei gleichartige und gleichrangige Größen mit unterschiedlichem Zeitbezug. Besondere Bedeutung besitzt dabei die Auswahl des Basisjahres.[9] In der Regel rekurrieren Indexzahlen immer auf einen Basiszeitpunkt (Jahr, Monat, Tag), der gleich 100 gesetzt wird, um so die Entwicklung im Zeitverlauf gegenüber dem Basiszeitpunkt analysieren zu können. Hierzu gehört der Preisindex, Produktionsindex oder Aktienindex.

Alle volkswirtschaftlichen Kennzahlen lassen sich einer dieser Kennzahlenarten zuordnen. Ihre Berechnungsgrundlage ist international teilweise uneinheitlich und erschwert einen Vergleich, etwa bei der Arbeitslosenquote. Eurostat hat für die EU-Mitgliedstaaten eine Vereinheitlichung herbeigeführt.

## Abgrenzung
Einige wenige volkswirtschaftliche Kennzahlen weisen auch Indikatoreigenschaften auf wie beispielsweise die Auftragseingänge, denn sie zeigen als Frühindikatoren künftige Veränderungen beim Bruttoinlandsprodukt an. Andere Kennzahlen hingegen sind als Indikator ungeeignet (wie Inflationsrate, Arbeitslosenquote, Sparquote oder Konsumquote), weil sie lediglich einen volkswirtschaftlichen Istzustand beschreiben und Vergangenheitsvergleiche ermöglichen.  

## Bedeutung, Kritik und Fehlermöglichkeiten
Volkswirtschaftliche Kennzahlen dienen als Entscheidungsgrundlage für die Wirtschaftspolitik und für Wirtschaftssubjekte (Unternehmen, Privathaushalte, Staat und Ausland). Sie informieren die Öffentlichkeit über gesamtwirtschaftliche Umgebungsbedingungen und Rahmenbedingungen sowie die Wirtschaftsentwicklung innerhalb eines Staates und ermöglichen darüber hinaus einen internationalen Vergleich. Der Erfolg oder Misserfolg einer Wirtschaftspolitik wird anhand dieser Eckdaten beurteilt. Sie dienen zudem den Ratingagenturen als Grundlage für die Erstellung von Ratings für Länderrisiken. Die Agenturen verwenden hierfür auch das am ehesten geeignete Maß für die Beurteilung des materiellen Wohlstands, das reale Bruttoinlandsprodukt pro Kopf, weil es um die Preis- und Bevölkerungsentwicklung bereinigt ist.
Die Bedeutung volkswirtschaftlicher Kennzahlen ist so groß, dass einige Kennzahlen in Gesetzen oder Verträgen erwähnt werden. So verlangt das im Juni 1967 in Deutschland in Kraft getretene Stabilitätsgesetz die gleichzeitige Erfüllung der – gegenseitig im Zielkonflikt zueinander stehenden – Ziele Preisniveaustabilität, stetiges und angemessenes Wirtschaftswachstum, hoher Beschäftigungsstand und außenwirtschaftliches Gleichgewicht (magisches Viereck). Seit November 1993 schreiben die EU-Konvergenzkriterien allen EU-Mitgliedstaaten vor, dass die Inflationsrate nicht mehr als 1,5 Prozentpunkte über derjenigen der drei preisstabilsten Mitgliedstaaten liegen darf, die Staatsverschuldung nicht mehr als 60 % des Bruttoinlandsprodukts betragen darf und das jährliche Haushaltsdefizit 3 % des Bruttoinlandsprodukts nicht übersteigen darf (Art. 126 AEU-Vertrag). Diese Grenzwerte ergeben sich aus bestimmten Modellüberlegungen über die Zusammenhänge zwischen Wirtschaftswachstum, Defizitquote, Zinssätzen und Schuldenstand, die in allgemeiner Form bereits 1944 von Evsey D. Domar theoretisch dargestellt wurden.
Die generell für Kennzahlen geltende Kritik einer einseitigen Fokussierung und Fehlinterpretation gilt auch für volkswirtschaftliche Kennzahlen. Der Gefahr einseitiger Fokussierung kann durch die gleichzeitige Beurteilung mehrerer komplementärer Kennzahlen, eingebettet in eine Kennzahlenhierarchie, begegnet werden. Fehlinterpretationen von Kennzahlen können vermieden werden, wenn die Erhebungs- und Berechnungsgrundlagen der Kennzahlen identisch und transparent sind. Die Beurteilung von Kennzahlen setzt voraus, dass sich der Finanzanalyst der Grenzen ihrer Aussagefähigkeit bewusst ist. So darf nicht übersehen werden, dass Kennzahlen wegen ihrer mathematischen Grundlage meist statisch sind und möglicherweise irreführend sein können. Vergangenheitsbezogene Kennzahlen lassen nur bedingte Aussagen über die Gegenwart zu und sind für die Prognose der künftigen Entwicklung unbrauchbar.